# Erianthemum rotundifolium
Erianthemum rotundifolium är en tvåhjärtbladig växtart som beskrevs av D. Wiens & R.M. Polhill. Erianthemum rotundifolium ingår i släktet Erianthemum och familjen Loranthaceae. Inga underarter finns listade i Catalogue of Life.